# Hacked Up for Barbecue
Hacked Up for Barbecue är det amerikanska death metal-bandet Morticians debutalbum. Albumet gavs ut juli  1996 av skivbolaget Relapse Records.

## Låtförteckning
1. "Bloodcraving" – 5:13
2. "Embalmed Alive" – 0:50
3. "Cremated" – 1:34
4. "Three on a Meathook" – 3:06
5. "Brutally Mutilated" – 0:39
6. "Deranged Insanity" – 2:28
7. "Cannibal Feast" – 1:40
8. "Blown to Pieces" – 0:58
9. "Fog of Death" – 3:15
10. "Brutal Disfigurement" – 1:26
11. "Apocalyptic Devastation" – 3:13
12. "Inquisition" – 1:21
13. "Hacked Up for Barbeque" – 4:18
14. "Abolition" – 0:51
15. "Necrocannibal" – 3:59
16. "Ripped in Half" – 0:25
17. "Morbid Butchery" – 2:01
18. "Decapitated" – 1:02
19. "Drilling for Brains" – 0:49
20. "Eaten Alive by Maggots" – 1:53
21. "Witches' Coven" – 3:21
22. "Worms" – 0:53
23. "Annihilation" – 1:03
24. "Mortician" – 3:21

## Medverkande
Musiker (Mortician-medlemmar)
- Will Rahmer – basgitarr, sång
- Roger J. Beaujard – gitarr, trumprogrammering

Produktion
- Desmond Tolhurst – producent, ljudtekniker
- Matthew F. Jacobson – producent
- William J. Yurkiewicz Jr. – producent, mastering
- Roger J. Beaujard – assisterande ljudtekniker
- Dangerous Dave Shirk – mastering
- Wes Benscoter – omslagskonst